# إحياء عمارة المتوسط

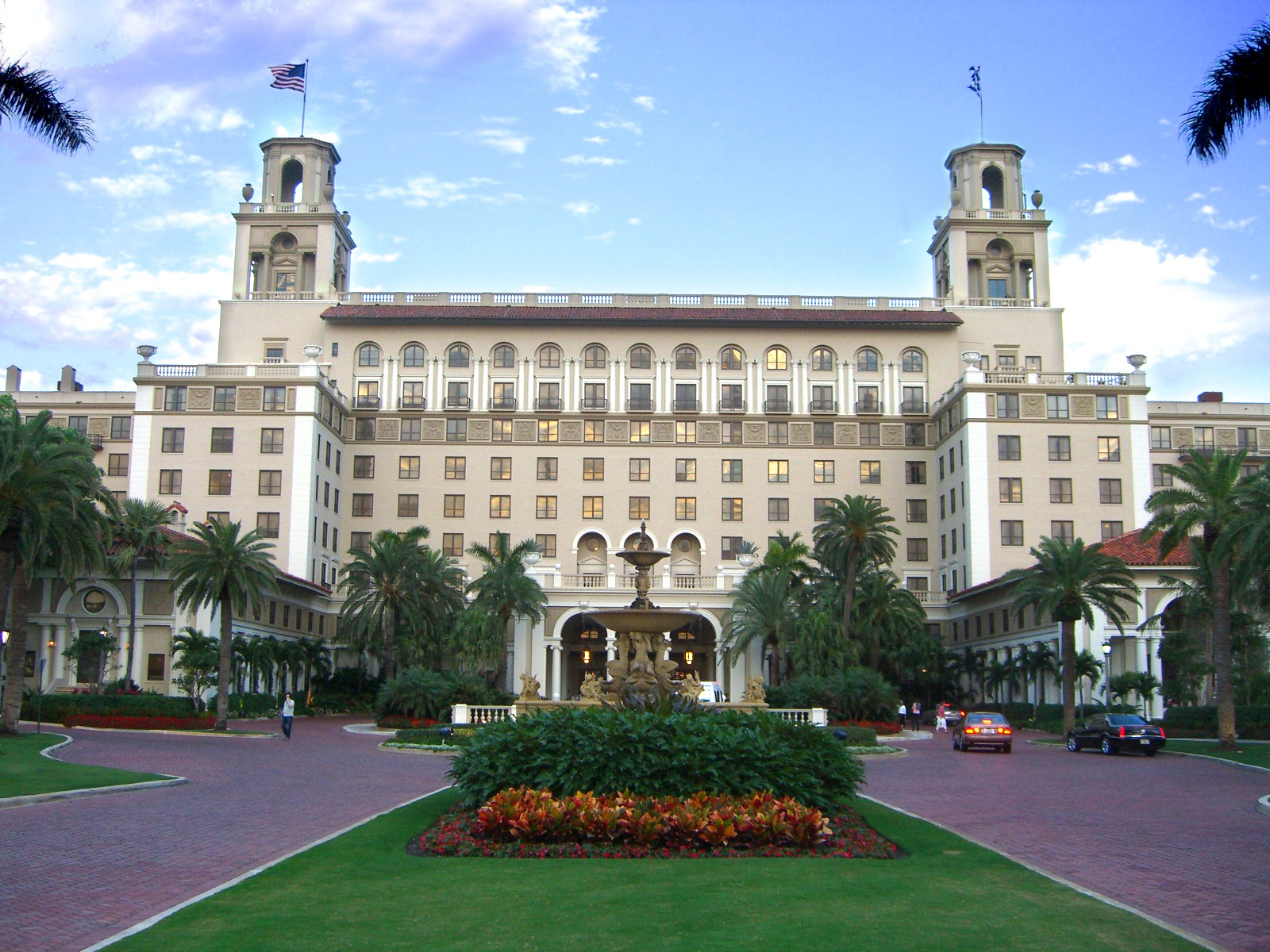
فندق بريكرز على شاطئ فلوريدا في الولايات المتحدة (1925). وهو من الأمثلة الكبرى على طراز الإحياء المعماري المتوسطي.

طراز الإحياء المعماري المتوسطي (بالإنجليزية: Mediterranean Revival architecture) هو طراز معماري إحيائي ظهر في الولايات المتحدة في القرن التاسع عشر بعد تراجع عدد من الطرز المعمارية الأخرى مثل عمارة الفنون الجميلة، وإحياء العمارة الإستعمارية الإسبانية، وإحياء عمارة عصر النهضة الإيطالية، وغيرها.
لقد بلغ هذا الطراز ذروته الشعبية خلال العشرينات والثلاثينات من القرن العشرين. وقد تم تطبيقه على الفلل والقصور الساحلية لتكون توسعة متطردة لمنتجعات الشاطئ في كاليفورنيا وفلوريدا. كما نُفذ بشكل واسع لمشاريع الفنادق، المباني السكنية، والإنشاءات التجارية. كان الهيكل الإنشائي لمباني هذا الطراز تقليديًا مبني على مخطط طابقي مستطيل، ذو هيئة ضخمة، وواجهات متناظرة. وتتميز الجدران بالزخرف المجصص (Stucco)، والأسقف بالقرميد الأحمر، والشبابيك بالأشكال المقوسة أو الدائرية. كما تحوي بالعادة على شرفات خشبية، وأبواب مفصلية، ضمن طابق واحد أو إثنين.

## أمثلة

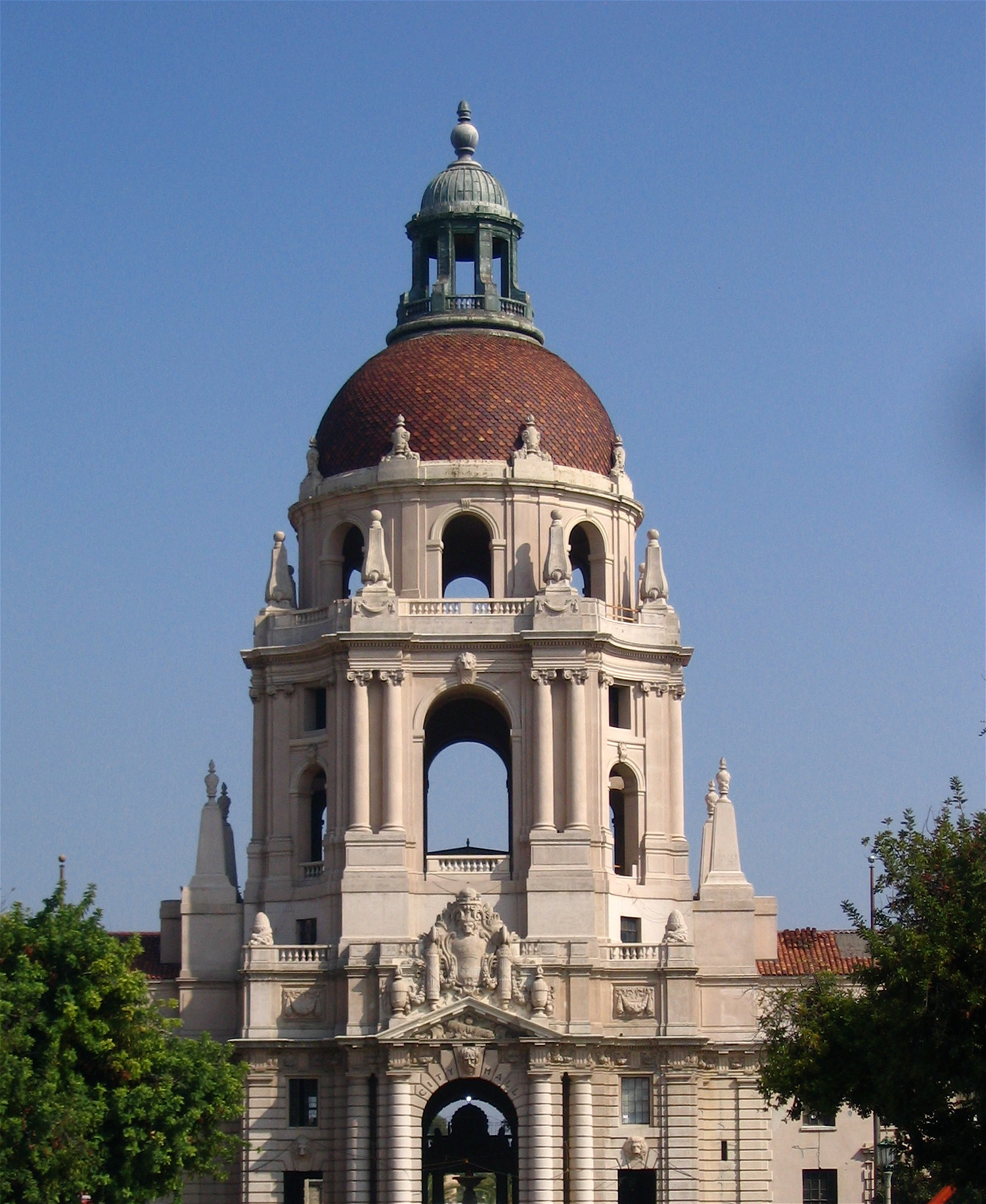
الطراز في كاليفورنيا
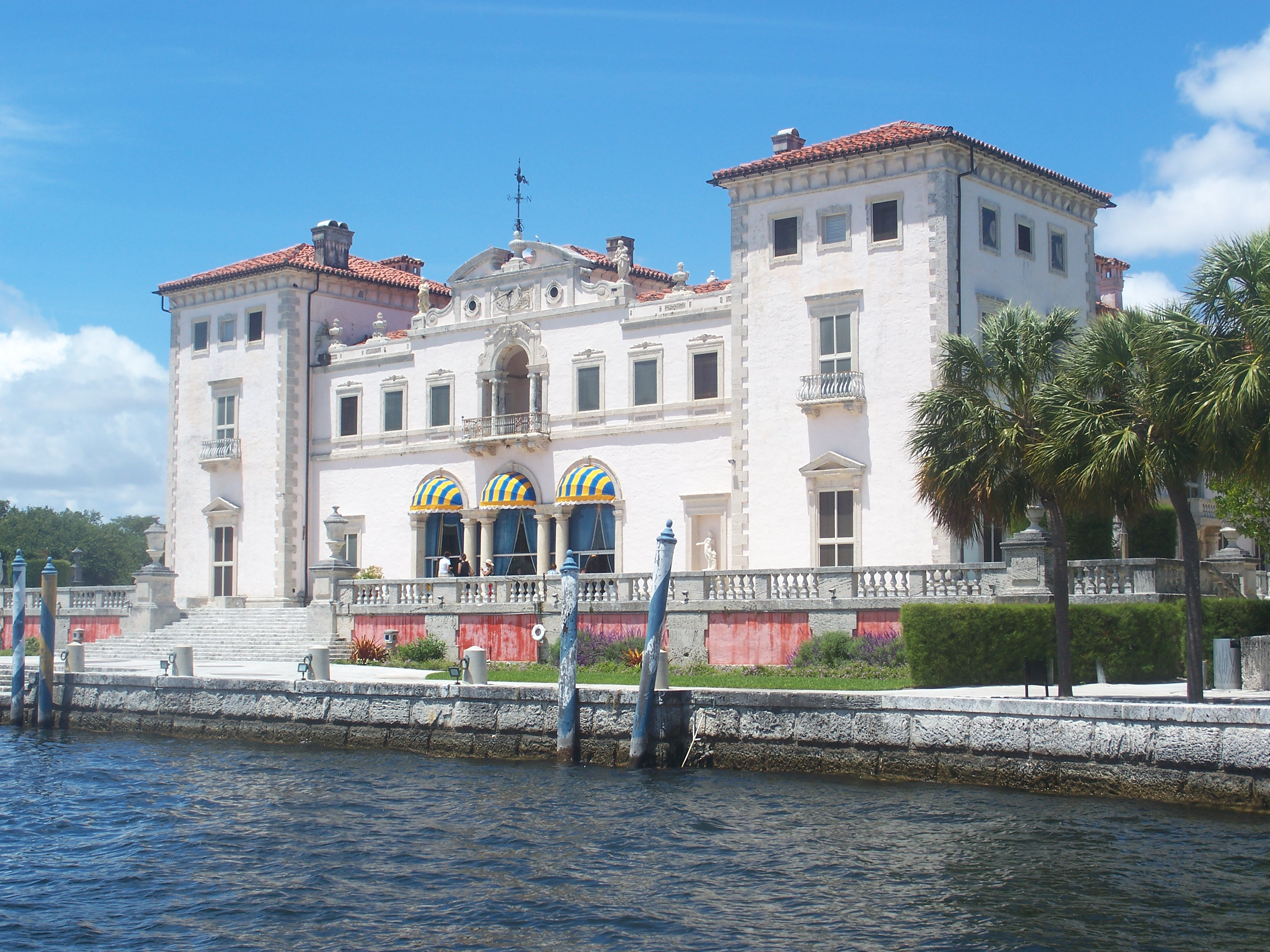
أحد فلل فلوريدا
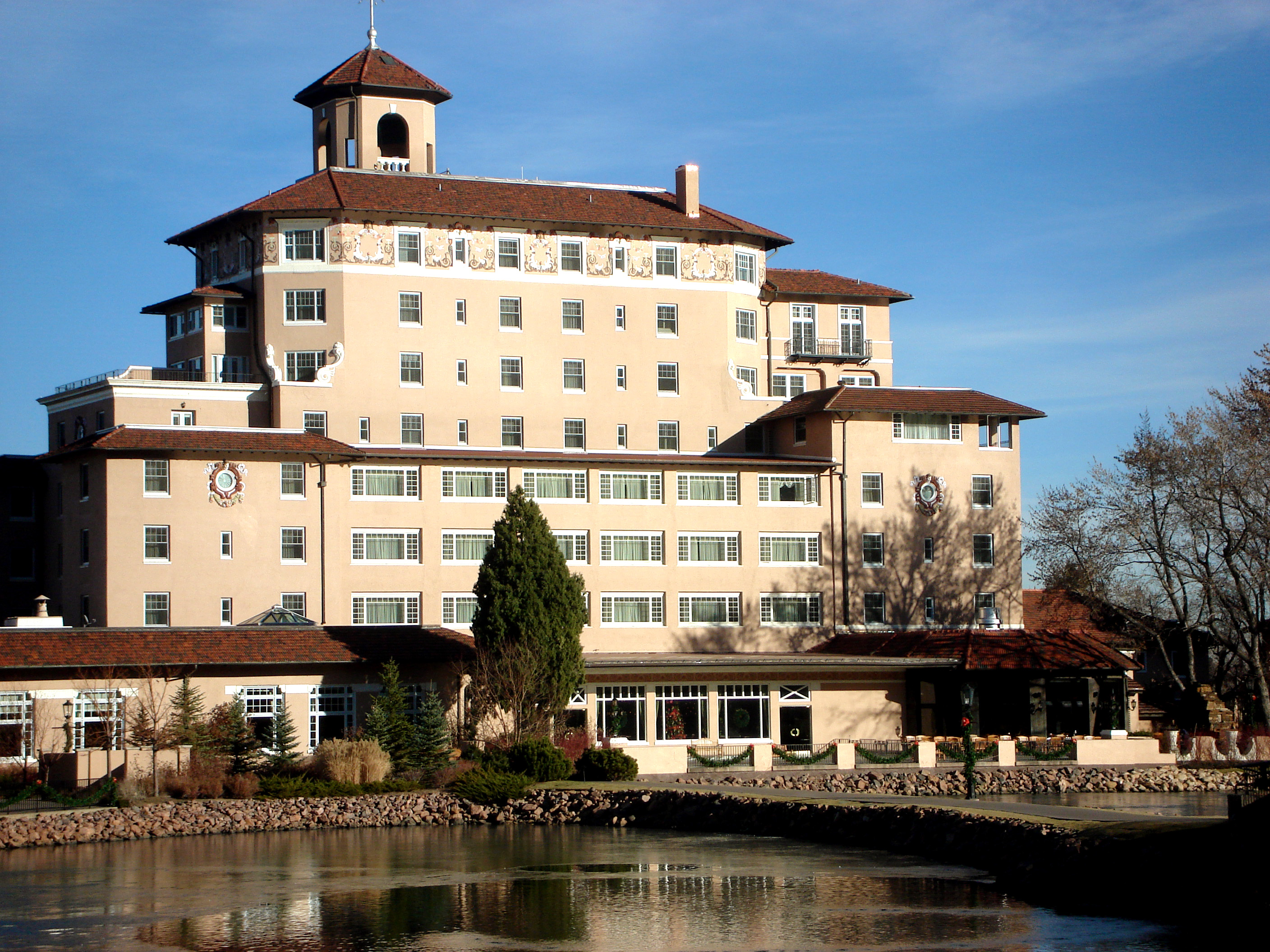
أحد فنادق كولورادو